# Минская площадь (Киев)
Ми́нская площадь — площадь в жилом массиве Оболонь Оболонского района города Киева.
Расположена на пересечении Оболонского проспекта и Улицы Левка Лукьяненко.
Возникла в конце 1970-х годов как безымянная площадь на стыке вновь проложенных улиц. Современное название — с 1982 года.
Название Минская площадь в 1960—1970-е годы использовалось также в отношении места пересечения проспекта Красных Казаков (ныне — проспект Степана Бандеры) и улиц Новоконстантиновской и Демьяна Коротченко (ныне — улица Елены Телиги) на Куренёвке (в XIX — 1-й половине XX столетия — Троицкая рыночная площадь).
На площади расположены: сквер с памятником Архангелу Михаилу — покровителю Киева; рынок «Минский», ресторан быстрого обслуживания «McDonald’s» и государственная районная администрация Оболонского района Киева.

## Транспорт
- Троллейбусы 24, 34, 47
- Автобусы 73, 88, 99
- Маршрутное такси 170, 204, 243, 472, 464, 476, 485, 506, 530, 559
- Станция метро «Минская»

## Почтовый индекс
01032

## История
Находившийся на Минской площади 7-ми этажный дом быта «Оболонь», построенный при СССР, разобран в 2012 году. На месте него ведется строительство жилого дома.